# クリスタル・ゲイル
クリスタル・ゲイル（Crystal Gayle、1951年1月9日-）は、アメリカ合衆国のカントリー歌手。

## 来歴
ケンタッキー州ジョンソン郡ペインツヴィル出身。本名ブレンダ・ゲイル・ウェブ。実の姉は歌手のロレッタ・リン。ブレンダが幼い頃、家族でインディアナ州に移る。
ロレッタのツアーへの参加を経て、デッカ・レコードとの契約を得る。同じく同社と契約していたブレンダ・リーとの混同を防ぐため、芸名をクリスタル・ゲイルとして、1970年にシングル「アイヴ・クライド」（原題:I've Cried (The Blues Right Out of My Eyes)）でデビュー。同曲は「ビルボード」誌のカントリー・チャートで23位となった。ただし、デッカはクリスタルがロレッタ・リンの妹であることを強調して売り出したため、クリスタルは不満を抱いていた。
1974年、プロデューサーのアレン・レイノルズと出会い、ユナイテッド・アーティスツ・レコードに移籍。翌年、ファースト・アルバム『クリスタル・ゲイル』発表。1977年、シングル「瞳のささやき」（原題:Don't It Make My Brown Eyes Blue）がカントリー・チャート1位、ポップ・チャート2位の大ヒットとなり、グラミー賞のベスト・カントリー・ソング部門とベスト・カントリー・ボーカル・パフォーマンス（女性）部門を受賞した。同曲を収録したアルバム『水晶の恋人』もカントリー・チャート2位、ポップ・チャート12位を記録。1978年11月11日、日本武道館で行われた世界歌謡祭のショータイムに出演。
1979年のアルバム『夢のふれあい』を最後に、クリスタルはユナイテッド・アーティスツを離れ、以後様々なレーベルから作品を発表。また、1982年には、トム・ウェイツと共に映画『ワン・フロム・ザ・ハート』のサウンドトラックに参加した。1983年には、カナダのTVシリーズ『SCTV Network 90』に女優として出演。
1990年のアルバム『エイント・ゴナ・ウォリー』では、ユナイテッド・アーティスツ時代の盟友アレン・レイノルズを再びプロデューサーに起用。アルバム『Someday』（1995年）ではゴスペルに挑戦した。

## ディスコグラフィー
- クリスタル・ゲイル - Crystal Gayle（1975年）
- サムバディ・ラヴズ・ユー - Somebody Loves You（1975年）
- 春風のバラード - Crystal（1976年）
- 瞳のささやき - Don't It Make My Brown Eyes Blue（1977年）
- 水晶の恋人 - We Must Believe in Magic（1977年）
- 夢のひととき - When I Dream（1978年）
- 夢のふれあい - We Should Be Together（1979年）
- Miss the Mississippi（1979年）
- These Days（1980年）
- Hollywood, Tennessee（1981年）
- True Love（1982年）
- ワン・フロム・ザ・ハート - One from the Heart（1982年） - トム・ウェイツとの連名
- Cage the Songbird（1983年）
- Nobody Wants to Be Alone（1985年）
- Straight to the Heart（1986年）
- What If We Fall in Love（1987年）- ゲイリー・モリスとの連名
- Nobody's Angel（1988年）
- エイント・ゴナ・ウォリー - Ain't Gonna Worry（1990年）
- Three Good Reasons（1992年）
- Someday（1995年）
- Sings the Heart & Soul of Hoagy Carmichael（1999年）
- In My Arms（2000年）
- All My Tomorrows（2003年）